# Mischonyx antiquus
Mischonyx antiquus is een hooiwagen uit de familie Gonyleptidae.